# Inés Alcántara
Inés Alcántara Fernández (Sagrillas, Albacete, 6 de septiembre de 1948) es un personaje de ficción que aparece en la serie de televisión española Cuéntame cómo pasó. Es interpretada principalmente por Irene Visedo durante las ocho primeras temporadas y desde la decimoséptima hasta la última temporada y por Pilar Punzano desde la duodécima hasta la decimosexta temporada; en un capítulo de la décima temporada estuvo interpretada sin que se le viera el rostro por Marieta Orozco. En la serie es presentada como la hija mayor de la familia Alcántara, que se caracteriza por su rebeldía y su actitud inconformista, que la llevan a lo largo de los años a diferentes situaciones que son mal miradas por la sociedad de la época como su romance con el sacerdote Eugenio Domingo y su adicción a la heroína.

## Biografía del personaje

### Joven inconformista
Inés Alcántara Fernández nació en Sagrillas, Albacete el 6 de septiembre de 1948. Es la hija mayor de Antonio Alcántara Barbadillo y Mercedes Fernández López. Más tarde se trasladará con el resto de su familia a Madrid, ya que su padre encuentra allí un trabajo que les proporcionará una vida mejor.
En Madrid, es una típica chica joven de la época. Trabaja con su amiga Pili en una peluquería del barrio, y tiene un novio, Jesús, que trabaja en Galerías Preciados y que solo piensa en ahorrar para casarse con ella. Pero Inés, pronto se replantea si esa es la vida que ella quiere tener. Esto le provoca la ruptura con su novio, y discusiones diarias con su familia.
En 1969 viaja a Londres con Nieves, su jefa. Allí vivirá un romance con Mike, un joven inglés que le descubrirá el movimiento hippie, y se querrá quedar allí una temporada descubriendo un nuevo mundo, ante la total incomprensión de su familia. Tras su regreso a España, Mike aparecerá por casa de los Alcántara, pero el idílico romance terminará por las infidelidades de él con Inés.

### Actriz
Eugenio, el nuevo párroco de San Genaro, organizó una representación teatral en el barrio, en la que Inés acabó consiguiendo un papel. Allí poco a poco iría descubriendo una vocación en el teatro que la hacía sentirse feliz, pese a que nuevamente, era incomprendida en su familia, que nunca la apoyaba.
En ese mundo, conoció a Diego Barrios, un actor veterano, separado y padre de dos hijas, del que se acaba enamorando. Con él, Inés saldrá de gira y actuará en toda España. Esta relación, que acabará siendo descubierta por los Alcántara, será así mismo repudiada por ellos y la ruptura acabará haciendo que Inés esté cada vez más distanciada de su familia.
Pese a las reticencias familiares, todos acabaron mirando con orgullo la actuación de Inés en televisión, en el famoso programa de Televisión Española, Estudio 1.

### Ibiza
En el otoño de 1970 reaparece Mike. Inés, que estaba harta de sus desamores y de los continuos problemas que atravesaba su familia, decide aceptar su invitación e irse a vivir con él a Ibiza, donde se instalará en una comuna sin luz ni agua, y convivirá con otros jóvenes del movimiento hippie provenientes de diversos lugares. Se gana la vida haciendo actuaciones callejeras y fabricando objetos de artesanía que venden en los mercadillos turísticos.
Sus padres intentan por todos los medios que Inés vuelva a casa, pero ella parece vivir en una nube y hace caso omiso de las advertencias. Con el tiempo, será ella misma la que acaba desengañándose de ese mundo, volviendo a Madrid en el verano de 1971.

### Matrimonio y exilio
Cuando Inés vuelve, se traslada a vivir a un apartamento con Pili. Se convierte en una chica más responsable y centrada, ayuda a su madre en Meyni y colabora en todo tipo de tareas en la parroquia del barrio. Pasa tanto tiempo con su amigo Eugenio, el párroco, que acaban enamorados.
Deciden vivir juntos, lo que acaba siendo una bomba para todos, que se opondrán totalmente a esta relación. Sin embargo, con el tiempo acaban cediendo pero la pareja tendrá que enfrentarse a los problemas, a las dificultades para contraer matrimonio y a los chismes y comentarios de la gente del barrio.
Una vez casados, parecen vivir una vida feliz. Inés decide volver de nuevo al teatro, allí conocerá a Salvador, un joven y atractivo actor que tratará de seducirla en múltiples ocasiones y que acabará provocando que Inés se separe temporalmente de su marido.
Las malas compañías del teatro, acaban relacionándola, sin que ella lo sepa, con un miembro de ETA, por lo que es detenida y encarcelada en la prisión de Yeserías. Este hecho y el descubrimiento de que está embarazada de su marido acabarán ayudando a que Inés y Eugenio se reconcilien.
La pareja decide comprarse un piso en el mismo edificio de los Alcántara, pero cuando todo está en marcha, el juicio por el que Inés fue implicada vuelve a abrirse. La inseguridad del momento les obliga a emprender el exilio a París en 1975. Allí nacerá el hijo de ambos: Antonio Oriol Domingo Alcántara.

### Drogas
La vida en Francia no resultó ser para ella muy distinta de como era en España. Pronto comenzó a trabajar con un grupo de teatro en París. Siendo ya las diferencias tan grandes con Eugenio, ambos decidirán separarse, volviendo él a vivir a Madrid.
Al poco tiempo se irá de gira por Sudamérica, y acabará viviendo una temporada en Buenos Aires, donde lleva una vida alocada y poco responsable. Durante su estancia en Argentina fue detenida en extrañas circunstancias por la policía del régimen de Videla, que casi cuesta un conflicto diplomático con el embajador argentino.
En 1978 Inés regresa finalmente a España. Sus padres, que ahora viven en en barrio de Salamanca, le han dejado la casa de San Genaro a Toni, y ella se instala allí con él. Inés continúa llevando una vida de juergas y excesos, despreocupándose constantemente de su hijo Oriol, que pasa el tiempo atendido por Toni, sus padres o su abuela.
Poco a poco se mete de pleno en la vida nocturna de la movida madrileña. Empieza a tener una relación con Jaime, con el que empieza a consumir drogas. Ambos acaban muy enganchados a la heroína, que causaba estragos en la época. La familia acabó enterándose tarde, e Inés se negaba a reconocer el problema. No es consciente de lo que le ocurre hasta que Jaime muere de una sobredosis. Viaja al pueblo, Sagrillas, con la familia y allí consigue desintoxicarse.
En los meses siguientes, durante 1979, aprende a fabricar objetos de alfarería, y colabora en un taller parroquial con el Padre Pascual, ayudando a adolescentes conflictivos a salir de su ambiente marginal.

### Vuelta a la actuación
Por haber facilitado los medios para abortar a una de sus alumnas en el taller de alfarería, Inés renuncia a su puesto de trabajo.  Un reencuentro con Salvador le hace regresar al teatro, donde en una representación en Valencia, le sorprenden los acontecimientos del 23-F, el golpe de Estado donde el general Miláns del Bosch, declaró la ciudad bajo ley marcial y toque de queda. Inés desesperada por los acontecimientos le dice a su padre que le lleve dinero y su pasaporte pues tiene que irse de España porque está fichada, aunque se había acogido a la amnistía que el gobierno de Adolfo Suárez y el rey concedieron.
En unos ensayos con la compañía de teatro, la ve actuar un director de películas del cine quinqui, Juan Alba, quien la escoge para realizar su primera película Agujas de hielo, sobre el tema de la drogadicción.  Tras muchos conflictos con el director y mientras espera el estreno de la película, conoce en el Festival de Cine de Valladolid a Mario un director de otro tipo de cine quien le propone hacer una película estilo Madame Bovary, proyecto que nunca se llevó a cabo y que obliga a Inés a rodar con Alba nuevamente la segunda parte de la serie Agujas de fuego.
Para no encasillarse en el género quinqui, audiciona en 1982 para una película de las llamadas de espada y brujería, tan populares en la época.  Unas confidencias que hiciera a su hermano Toni, le acarrean una situación con Juan Alba, quien aparece en Chinchón, donde están rodando la nueva película de Inés y la acusa a voz en grito y frente a su hijo Oriol (que se encuentra de visita), de que es una yonqui.  Aunque esta situación molesta sobremanera a Inés, el protagonista de la película hace frente a Alba y le expulsa del set, lo que no evita que luego de enterarse de la presencia del niño en el rodaje, regrese a pedir disculpas a Inés y le proponga filmar una tercera parte de la trilogía de películas Agujas, en la cual Inés rechaza participar. 
Más tarde Eugenio, el exmarido de Inés, fallece en un accidente de tráfico en un Renault 5, por lo que Inés queda como responsable de su hijo Oriol. A partir de esto Inés lidiará por tener un buen vínculo materno-filial con su hijo Oriol, el cual no se muestra muy feliz con su nueva vida tras la muerte de su padre.
- Datos: Q5919679